# Волокушино (Свердловская область)
Волоку́шино — деревня в Свердловской области, входящая в муниципальное образование Артинский городской округ. Расположена в 25 км на юго-юго-запад от административного центра — посёлка городского типа Арти. Является частью Барабинского сельского совета.
В деревне родился Герой Советского Союза Иван Черепанов.

## Население
По данным 2010 года, в деревне проживает 23 человека.